# 天主教鹿特丹教区
天主教鹿特丹教區（拉丁語：Dioecesis Roterodamensis）是羅馬天主教在荷蘭的一個教教區，屬烏特勒支總教區。成立於1955年7月16日。
教區位於荷蘭西南部。2011年，有513,000名教友，估轄區總人口14.2%，有78個堂區、375名司鐸、34名終身執事、366名修士、197名修女。現任主教為若望·范登亨德。

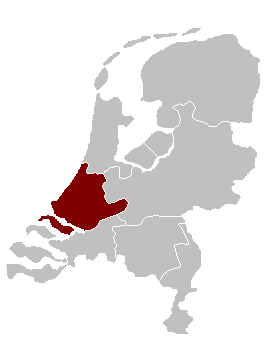
鹿特丹教區管轄範圍圖